# 細谷将司
細谷 将司（ほそや まさし、1989年〈平成元年〉10月2日 - ）は、日本のプロバスケットボール選手。神奈川県中郡二宮町出身。ポジションはポイントガード。B.LEAGUE・福井ブローウィンズ所属。

## 来歴
二宮町立一色小学校ではサッカーに打ち込んでいたが、中学校にはサッカー部がなかったためバスケットボール部に入部。中学時代は身長も平均より高かったこともあり、主にSFやPFでプレイしていた。二宮町立二宮西中学校、神奈川県立秦野南が丘高等学校時代は県大会ベスト16が最高成績で目立った成績は残せなかった上に、家庭の事情もあり高校卒業時にバスケをやめざるを得なかったが、関東学院大学のスポーツ推薦トライアルに合格し、大学でもバスケを続けることができた。大学ではなかなか試合への出場機会を得られず、長い出場時間を得ることができたのは4年の秋になってからだった。大学卒業時にプロチームからのオファーは無かったが、4年時のプレイを視察していた葵企業からの勧誘があり、安定した仕事に就いて家族を安心させようと葵企業に入社、バスケットボール部に入部した。しかしプロへの道を諦めきれず、就職してわずか3ヶ月でTGI D-RISEのトライアウトを受け合格。チームとの契約を結んだ。
2014-15シーズンは兵庫ストークスと契約したが十分な試合出場時間は得られず、2015-16シーズンは、サイバーダインつくばロボッツと契約した。2016年、B.LEAGUE開幕とともに横浜ビー・コルセアーズに移籍。2016-17シーズン開幕直後は山田謙治の控えだったが、初スタメンの2016年10月9日三遠ネオフェニックス戦でチーム記録の1試合39得点を記録した事により評価が上昇。残りのシーズンはレギュラーとして出場を続けた。12月には日本代表候補に初めて選出された。翌年もシーズンを通してレギュラーを守り続けたが、2018-19シーズンは4試合目からは田渡にスターターを譲り渡す。しかしシックスマンとして出場を続け、2018年11月7日の三遠戦でB1通算1000得点を達成した。12月9日の川崎ブレイブサンダース戦後、脳震盪の疑いで欠場したものの3日後には復帰している。しかし、シーズン終盤に入るとレギュラーの田渡に加えて、法政大学からの特別指定選手である中村太地ともプレー時間を分け合うこととなり、また怪我の影響もあり出場時間を大きく減らした。
2019年6月、秋田ノーザンハピネッツに移籍。
2021年、シーホース三河に移籍。
2023年、B3リーグに新規参入する福井ブローウィンズに移籍。B3でのプレーは自身初。

## 人物
- 攻撃における細谷の最大の武器はドライブであり、相手がシュートブロックで詰めてきたところを、急加速で一気にインサイドへ切り込んでにレイアップで得点する。体が小さくファール無しでは止めにくい上に、体幹とフィジカルも強いため、多少のディフェンスとの接触があってもシュートまでもってゆける事も、細谷の高得点能力における理由の一つである[8]。
- ドライブからのキックアウトも武器であり、ドライブでディフェンスを引きつけながら、ウィングにアシストパスを出すコンビネーションを得意としている。また確率だけではなく、勝負所でのスリーポイントシュートを決めることができるクラッチシューターでもある[8]。
- 反面、試合ごとに調子にムラがあり、調子が上がらない試合での消極性や守備能力の不足、大事な場面でのミスが問題になる事もある。[要出典]

### その他
- 尊敬するプレイヤーは田臥勇太で、TGI・Dライズ時代にはトップチームで活躍する田臥に多くの教えを受けた事から、田臥とは今も師弟関係にある[要出典]。
- 細谷自身、学生時代に目立った成績を残せず、また低身長だったこともあり、｢お前には（バスケットボールを続けるのは）無理だ｣と言われ続けて来たことから、｢高い目標をもって、諦めずに努力していけば、必ずチャンスが来る｣という強い信念を持ち続けることが大事と度々口にしている[2]。
- 実業団チームを持つ葵企業に入社後も、プロバスケ選手への夢を捨てきれなかったが、上司から仕事中に呼び出され「プロになりたかったんじゃないのか」「トライアウトを受けて、受かったらプロになれ。落ちたら葵企業で一生働くことを約束しろ」との檄を受けて、TGI D-RISEのトライアウト挑戦を決意した[8]。
- 小学校時はサッカーをしていたが、利き足は左で、ポジションはゴールキーパーとフィールドプレイヤーをこなしていた[2]。

## 個人成績
| シーズン     | チーム       | GP | GS | MPG  | FG%  | 3P%  | FT%  | RPG | APG | SPG | BPG | TO  | PPG  |
| ------------ | ------------ | -- | -- | ---- | ---- | ---- | ---- | --- | --- | --- | --- | --- | ---- |
| JBL2 2012-13 | TGI・Dライズ |    |    |      |      |      |      |     |     |     |     |     |      |
| JBL2 2013-14 | TGI・Dライズ | 32 | 31 | 35.2 | .397 | .354 | .805 | 0.3 | 3.4 | 0.8 | 0.1 | 3.4 | 16.9 |
| NBL 2014-15  | 兵庫         | 52 | 8  | 13.0 | .319 | .269 | .875 | 0.1 | 0.7 | 0.2 | 0.0 | 0.6 | 3.1  |
| NBL 2015-16  | つくば       | 53 | 35 | 24.9 | .393 | .335 | .771 | 0.3 | 2.2 | 0.5 | 0.0 | 1.8 | 8.2  |
| B1 2016-17   | 横浜         | 56 | 42 | 26.8 | .405 | .364 | .782 | 0.4 | 2.3 | 0.6 | 0.1 | 1.3 | 7.1  |
| B1 2017-18   | 横浜         | 58 | 47 | 23.2 | .398 | .356 | .857 | 0.2 | 3.3 | 0.7 | 0.0 | 1.3 | 7.1  |
| B1 2018-19   | 横浜         | 55 | 8  | 19.9 | .404 | .353 | .763 | 1.4 | 2.2 | 0.5 | 0.0 | 1.1 | 7.2  |
| B1 2019-20   | 秋田         |    |    |      |      |      |      |     |     |     |     |     |      |
| B1 2020-21   | 秋田         |    |    |      |      |      |      |     |     |     |     |     |      |
| B1 2021-22   | 三河         |    |    |      |      |      |      |     |     |     |     |     |      |

## ギャラリー

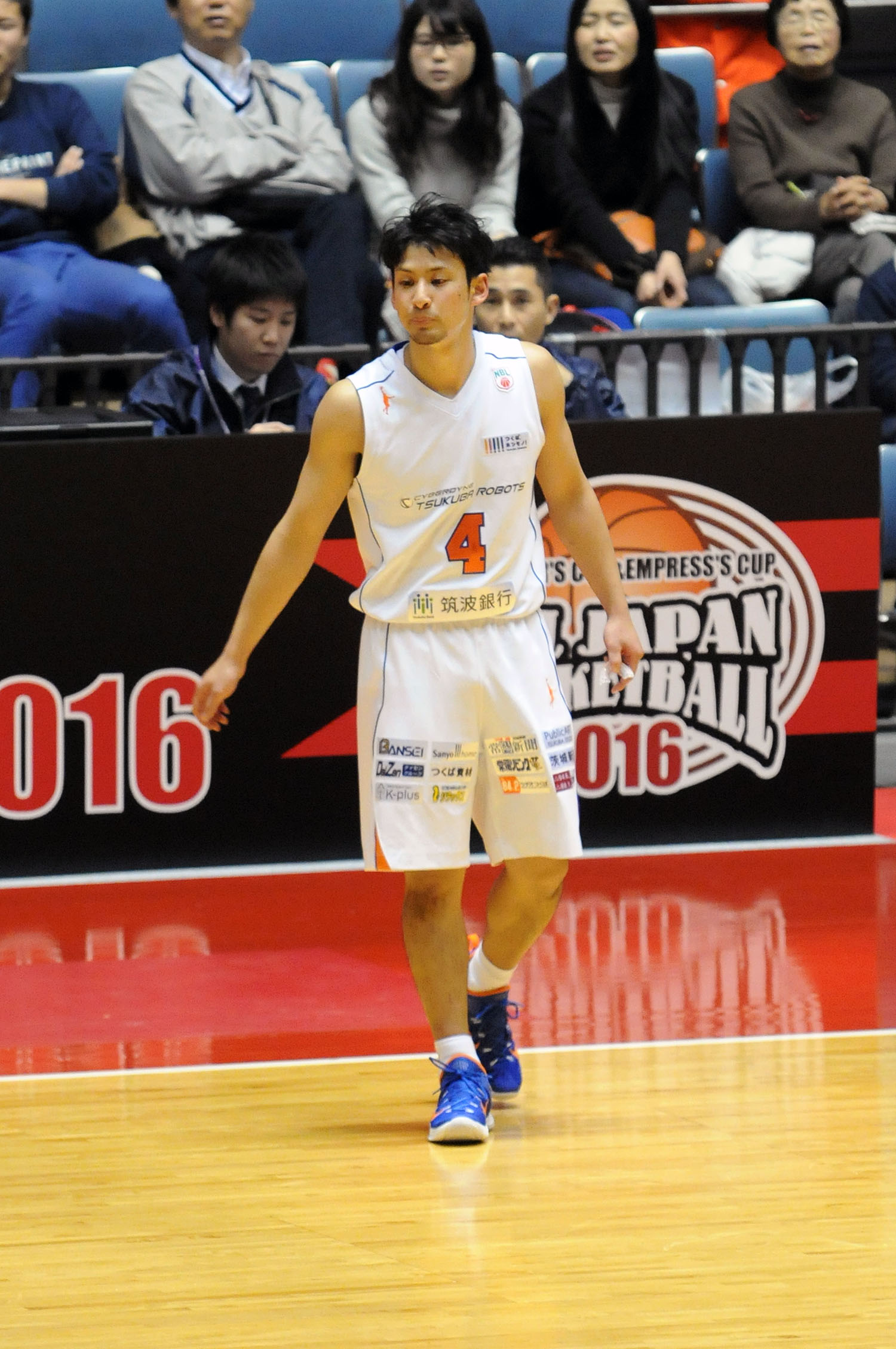
サイバーダインつくばロボッツ、細谷将司選手。代々木第一体育館
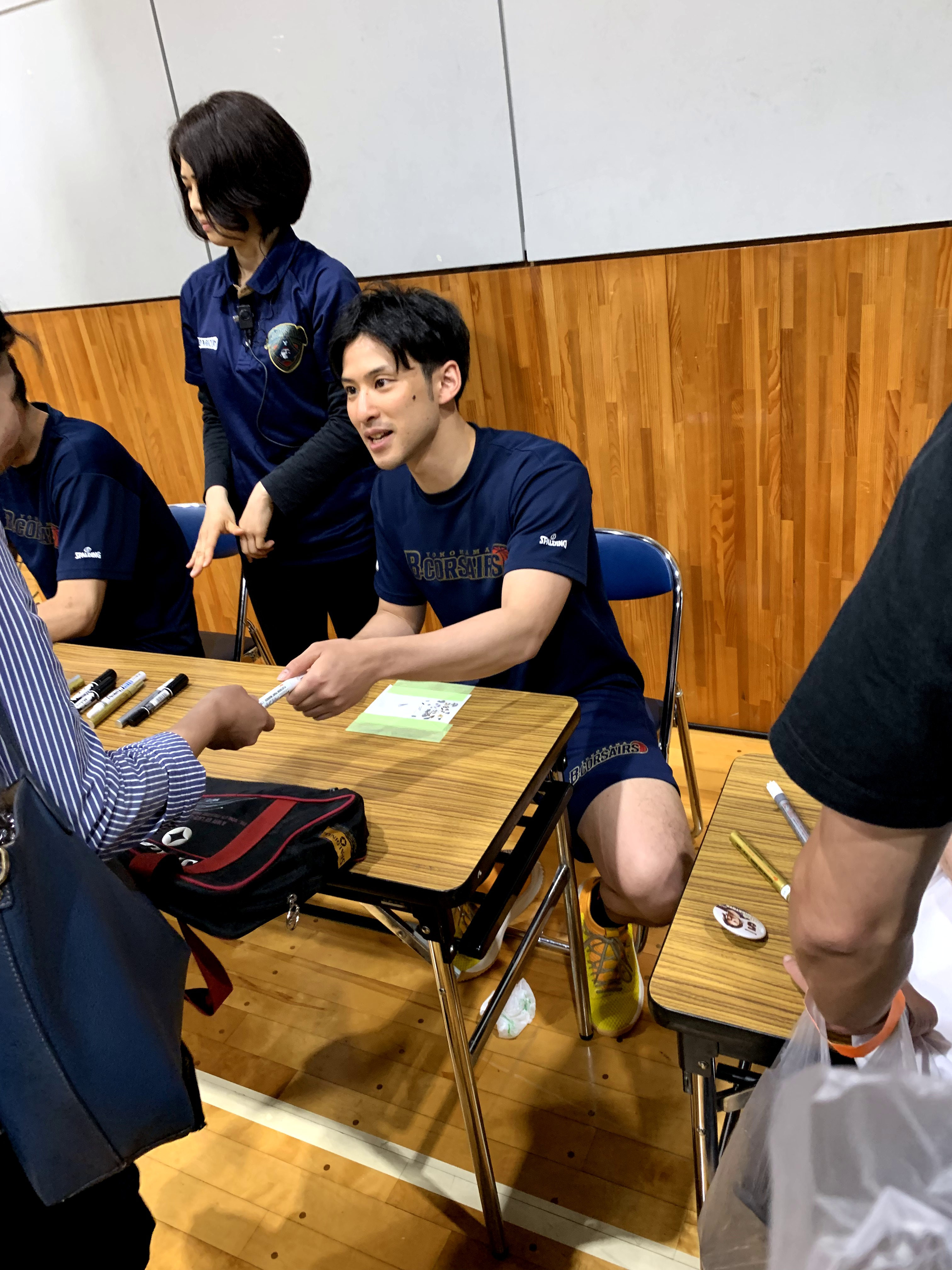
2019-05-19 横浜ビー・コルセアーズ帰港式
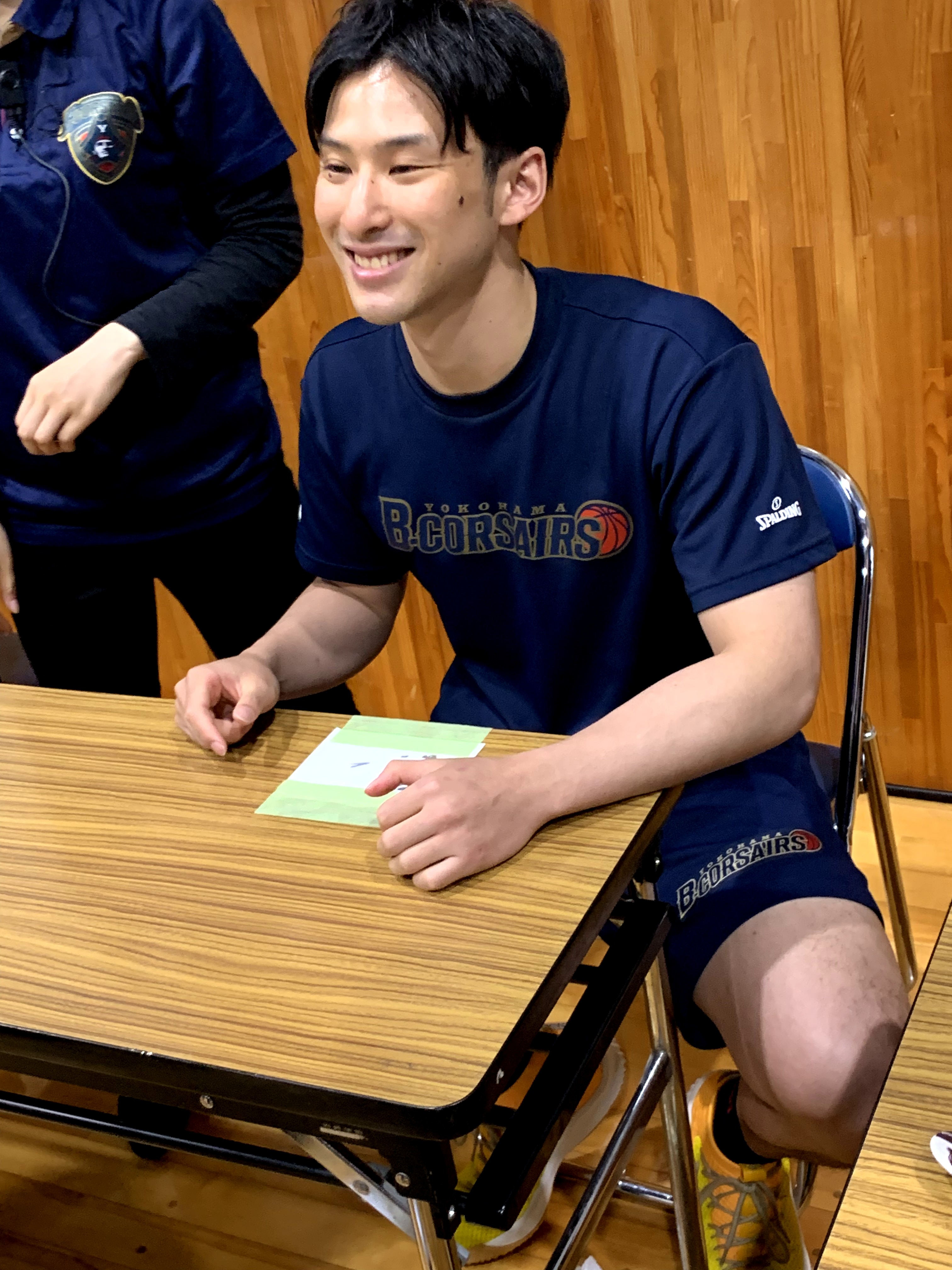
2019-05-19 横浜ビー・コルセアーズ帰港式
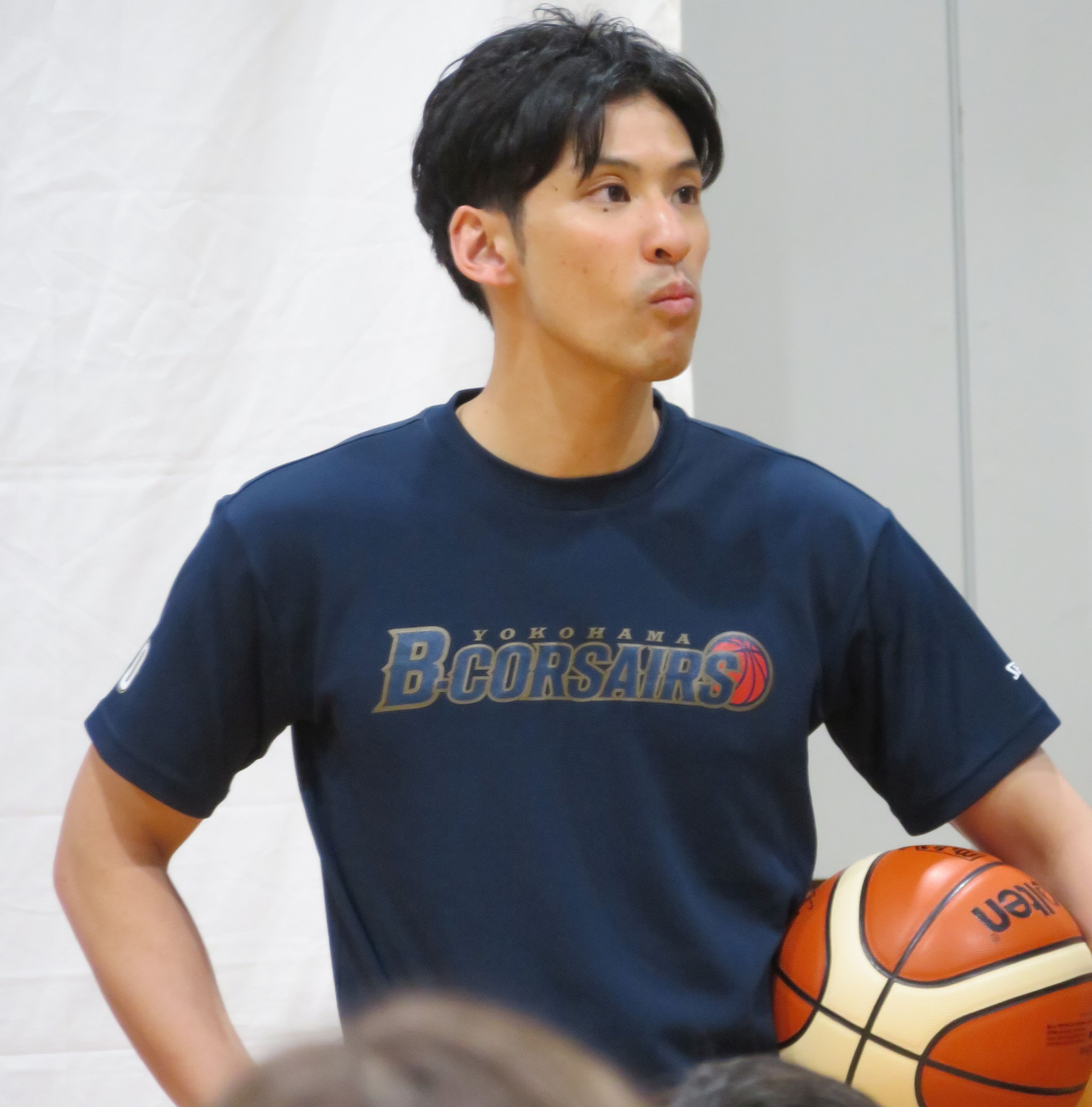
2019-05-19 横浜ビー・コルセアーズ帰港式
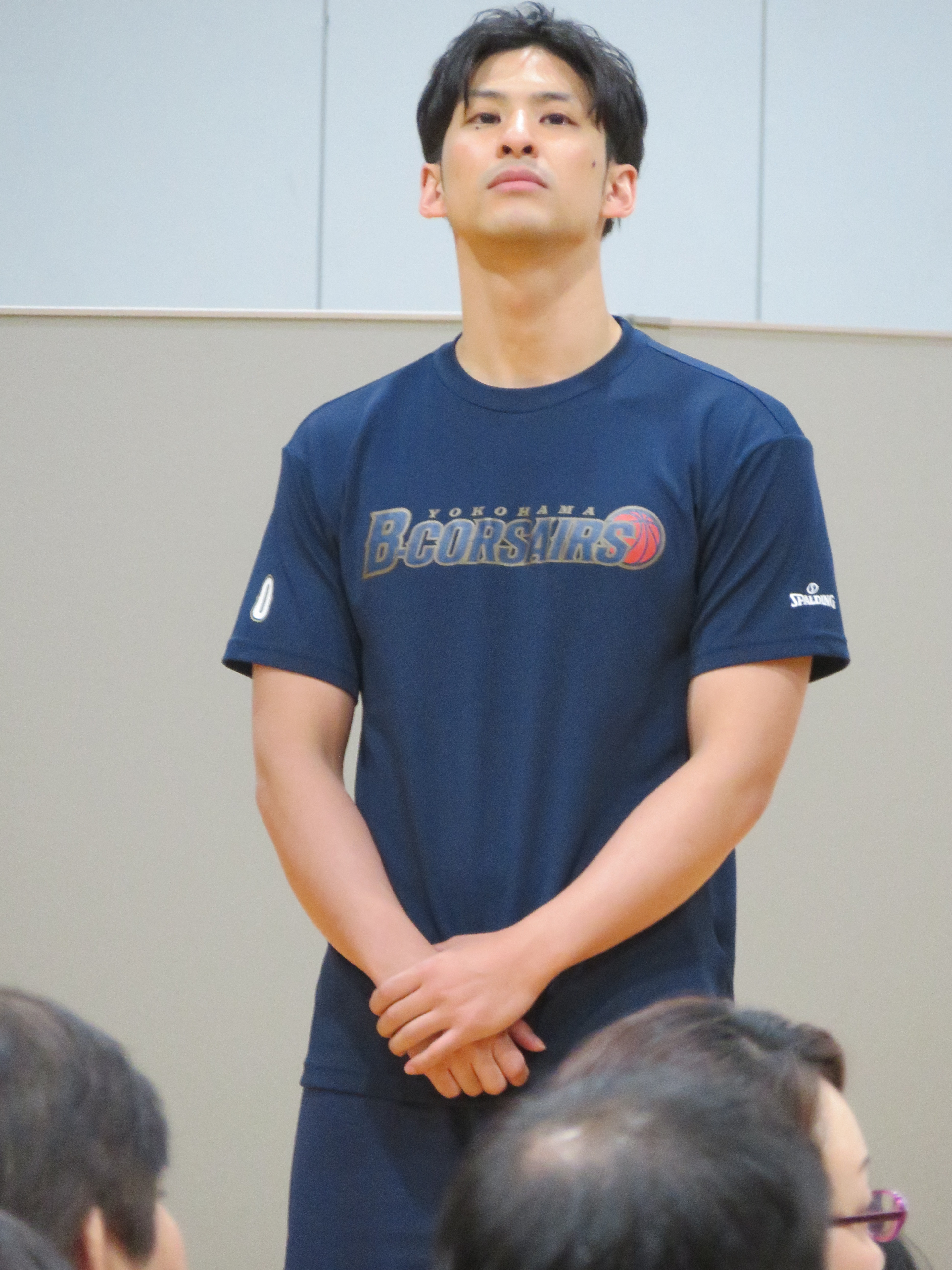
2019-05-19 横浜ビー・コルセアーズ帰港式